# Collingdale
Collingdale es un borough ubicado en el condado de Delaware en el estado estadounidense de Pensilvania. En el año 2000 tenía una población de 8.664 habitantes y una densidad poblacional de 3.859,4 personas por km².

## Geografía
Collingdale se encuentra ubicado en las coordenadas 39°54′50″N 75°16′43″O / 39.91389, -75.27861

## Demografía
Según la Oficina del Censo en 2000 los ingresos medios por hogar en la localidad eran de 40.207 $ y los ingresos medios por familia eran 47.288 $. Los hombres tenían unos ingresos medios de 38.015 $ frente a los 27.955 $ para las mujeres. La renta per cápita para la localidad era de 16.751 $. Alrededor del 8,4% de la población estaba por debajo del umbral de pobreza.